# Marks
Marks (in russo Маркс?), nota anche come Marx, in onore di Karl Marx, è una città della Russia nell'Oblast di Saratov, in Russia, situata a 60 km a nord-est di Saratov. La sua popolazione ammonta a circa 33 000 abitanti. Venne fondata nel 1767 da Tedeschi del Volga con il nome di Baronsk. In seguito venne rinominata in onore dell'imperatrice Caterina II Ekaterinenstadt. Ottenne lo status di città nel 1918 e fu nuovamente rinominata Marxstadt in onore di Karl Marx. Nel 1941 la popolazione tedesca venne deportata nell'Asia Centrale o in Siberia con l'accusa di spionaggio a favore dei nazisti. La città assunse infine l'attuale denominazione.